# 源当季
源 当季（みなもと の まさすえ、生年不詳 - 天慶元年7月27日（938年8月25日））は、平安時代前期から中期にかけての貴族。右大臣・源能有の子。官位は正五位下・左近衛少将。

## 経歴
醍醐朝の延喜7年（907年）三河介に任官。延長2年（924年）春日祭において、中宮使・藤原輔国とともに祭使を務めるが、淀津の人々と乱闘する騒ぎを起こしている。
朱雀朝で左近衛少将を務めるが、天慶元年（938年）7月27日卒去。最終官位は左近衛少将正五位下。

## 官歴
- 時期不詳：正六位上[1]
- 延喜7年（907年） 日付不詳：三河介[1]
- 延長2年（924年） 11月4日：見馬頭[2]
- 時期不詳：正五位下[3]。左近衛少将[4]
- 天慶元年（938年） 7月27日：卒去（左近衛少将正五位下）[4]

## 系譜
注記のないものは『尊卑分脈』による。
- 父：源能有
- 母：不詳
- 生母不詳の子女
  - 男子：源仲舒
  - 男子：源仲堪
  - 男子：源仲連
  - 男子：輔増
  - 女子：源正子（左近局） - 冷泉天皇乳母[5]